# Jean Gravier de Vergennes
Pour les articles homonymes, voir Jean Gravier et Gravier.
Pour les autres membres de la famille, voir Famille Gravier de Vergennes.
Jean-Charles Gravier, marquis de Vergennes, baron de Tenare, (4 novembre 1718, Dijon - guillotiné le 24 juillet 1794, Paris), est un magistrat et diplomate français.

## Biographie
Frère ainé du ministre Charles Gravier de Vergennes, il devient conseiller maître en la Chambre des comptes de Bourgogne en 1738, puis président en la Chambre des comptes de Bourgogne en 1742. Ambassadeur du Roi en Suisse de 1775 à 1777, il renouvèle, au nom du roi, le traité d'alliance avec les cantons suisses le 28 mai 1777 à Soleure. 
Il est nommé ambassadeur au Portugal le 15 octobre 1777, à Venise de 1779 à 1785, puis en Suisse de 1786 à 1789.
Emprisonné à Saint-Lazare, il meurt guillotiné avec son fils Charles Gravier de Vergennes (1751-1794) le 24 juillet 1794 à Paris (barrière du Trône).
Marié à sa cousine Jeanne Chevignard de Chavigny, fille de Philibert Chevignard de Chavigny, Président du Parlement de Besançon, et nièce de l'ambassadeur Théodore Chevignard de Chavigny, il est le grand-père de Claire Élisabeth de Vergennes et d'Antoine-Charles de Ganay.

## Sources
- Sylvi Nicolas, Les derniers maîtres des requêtes de l'Ancien Régime (1771-1789): dictionnaire prosopographique, 1998